# Povrhnja upogibalka prstov
Povrhnja upogibalka prstov (latinsko musculus flexor digitorum superficialis) je dvoglava mišica podlakti. Izvira iz medialnega epikondila nadlahtnice ter se narašča na prstnice rok. Obe glavi mišice se združita v mišično telo.
Mišica sodeluje pri fleksiji prstov, predvsem v proximalnih interfalangealnih sklepih.
Oživčuje jo živec medianus (C7 in Th1).